# Maria Clara Eimmart
Maria Clara Eimmart (Neurenberg, 27 mei 1676 - Neurenberg, 29 oktober 1707) was een Duitse astronome, graveur en ontwerper. Ze was de assistente van haar vader Georg Christoph Eimmart junior.

## Biografie
Maria Clara Eimmart was een Duitse astronome geboren in Neurenberg. Zij kreeg haar liefde voor kunst en astronomie met de paplepel ingegeven. Zowel haar vader, Georg Christoph Eimmart de Jonge, als haar grootvader, Georg Christoph Eimmart de Oude, waren graveurs en schilders. Haar grootvader schilderde o.m. portretten, stillevens, landschappen en historische onderwerpen.
Als etser, tekenaar en schilder met een sterke passie voor astronomie was Georg Christoph Eimmart junior bijzonder succesvol. Hij verdiende goed, maar het grootste deel van zijn winst ging naar de aankoop van astronomische instrumenten. In 1678 bouwde hij uiteindelijk een kleine privé-sterrenwacht op de stadsmuren van Neurenberg, waar hij directeur was van de Academie voor Beeldende Kunsten (de Maler-Academie) van 1699 tot 1704. Hij was een toegewijde waarnemer en publiceerde zijn resultaten in verschillende memoires en wetenschappelijke publicaties. 
Maria Clara Eimmart had het voordeel dat ze aan de slag kon als leerling bij haar eigen vader. Via hem kreeg ze een brede opleiding in het Frans, Latijn, wiskunde, sterrenkunde, tekenen en graveren. Door haar vaardigheden als graveur kon ze haar vader bijstaan bij zijn werk, en ze werd bekend door haar afbeeldingen van de maanfases. Daarnaast illustreerde ze bloemen, vogels en klassieke onderwerpen, maar de meeste van deze schilderijen zijn verloren gegaan.
In 1706 trouwde Eimmart met Johann Heinrich Muller (1671-1731), de leerling en opvolger van haar vader, die in 1705 directeur van de Eimmart-Sterrenwacht was geworden. Muller doceerde ook fysica aan het Neurenbergse Gymnasium, waar Eimmart haar echtgenoot assisteerde. Muller werd zo beïnvloed door de liefde van de familie voor astronomie dat ook hij een ijverige amateurastronoom werd en later professor in Altorf, waar hij zijn vaardigheid gebruikte in het weergeven van kometen, zonnevlekken en berglandschappen op de maan, geholpen door Maria Clara. Zij werkten in die tijd o.m. samen met de gebroeders Rost, romanschrijvers en astronomen, en Doppelmayr, een Duits sterrenkunde-historicus. 
Maria Clara Eimmart overleed een jaar na haar huwelijk in Neurenberg tijdens haar bevalling.

## Astronomische illustraties
Maria Clara Eimmart is vooral bekend om haar exacte astronomische illustraties in bleke pastelkleuren op donkerblauw karton. In de periode 1693-1698 maakte ze op basis van waarnemingen door een telescoop meer dan 350 tekeningen van de maanfasen. Deze werden gebundeld onder de naam Micrographia stellarum phases lunae ultra 300. Twaalf hiervan werden gegeven aan Luigi Ferdinando Marsili, een wetenschappelijke medewerker van haar vader. Tien daarvan overleven in Bologna, samen met drie kleinere studies op bruin papier. Eimmarts continue reeks afbeeldingen werd de basis voor een nieuwe maankaart. 
In 1706 maakte Eimmart twee illustraties van een totale zonsverduistering. Daarnaast maakte ze ook enkele tekeningen van planeten en kometen. 
Sommige bronnen beweren dat Eimmart in 1701 een werk zou gepubliceerd hebben onder de naam van haar vader, de Ichnographia nova contemplationum de sole, maar er bestaat geen bewijs dat dit effectief haar werk was en niet dat van haar vader.

## Galerij

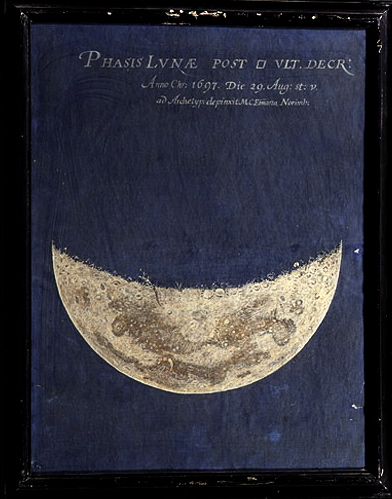
Waargenomen maanfases
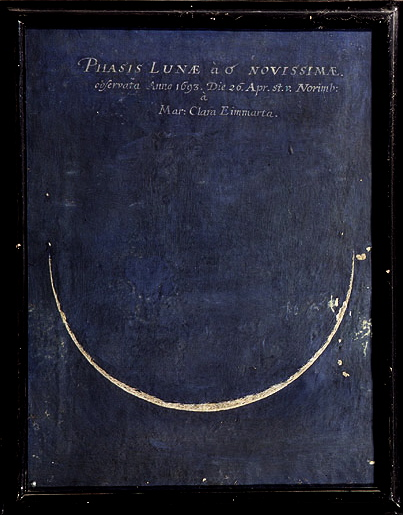
Waargenomen tweede fase van de maan
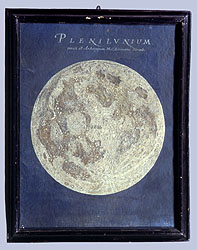
Illustratie van de volle maan
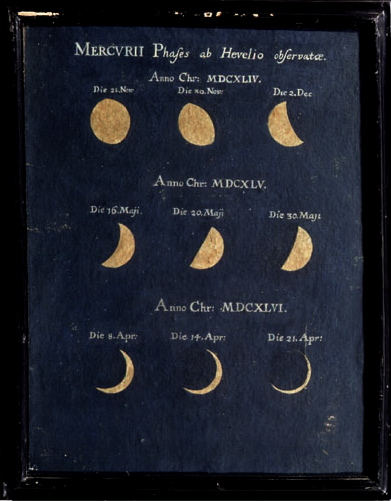
Fases van Mercurius waargenomen door Johannes Hevelius
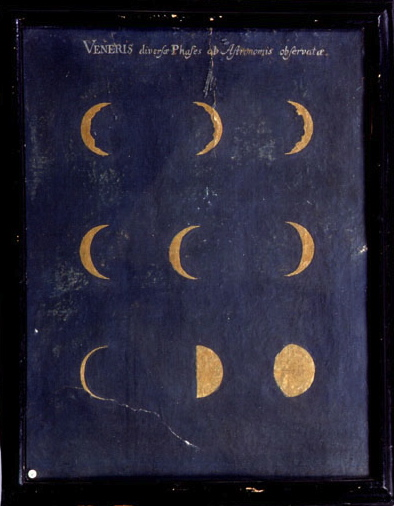
Fases van Venus
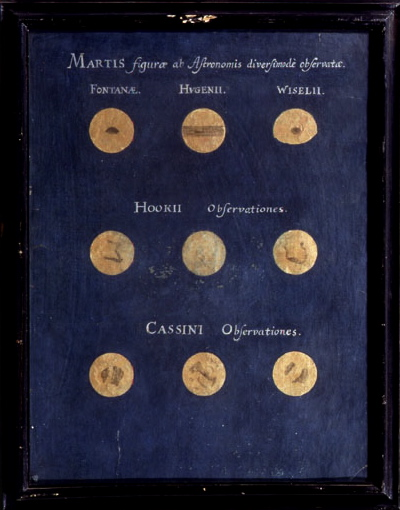
Aspect van Mars
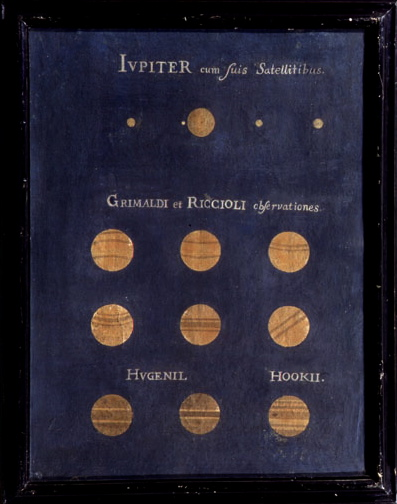
Aspect van Jupiter
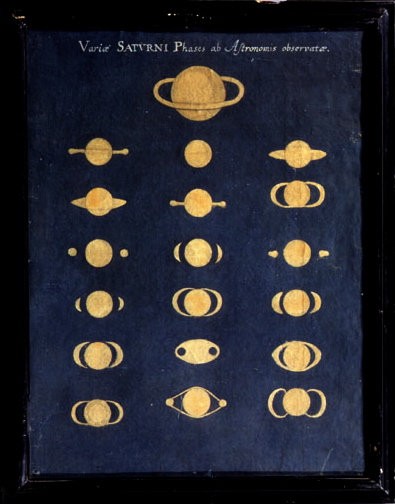
Aspect van Saturnus
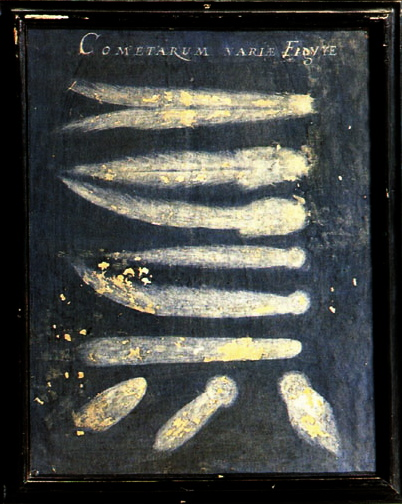
Kometen
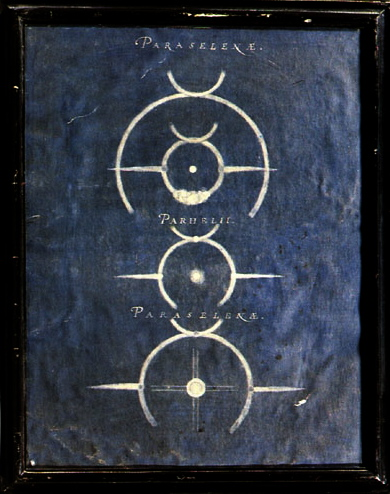
Paraselene en Parhelion
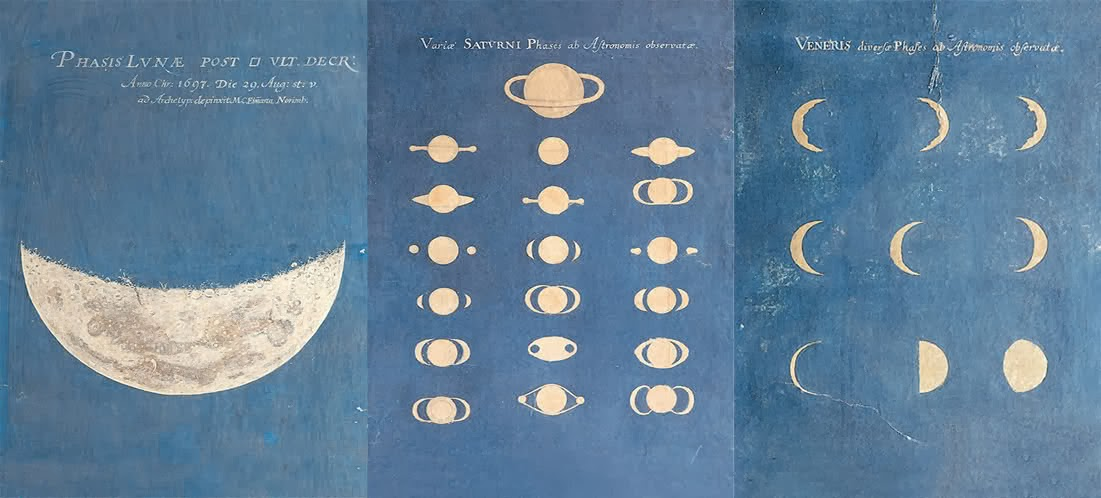
Astronomische illustraties

- Stuttgart Database of Scientific Illustrators 1450–1950: 5203
- Gemeinsame Normdatei: 133510476
- International Standard Name Identifier: 0000 0001 1676 8856
- Union List of Artist Names: 500047839
- Virtual International Authority File: 77505614
- WorldCat: E39PBJk4HMQRg368C8h4kmhCQq